# Mateusz Sochowicz
Mateusz Pawel Sochowicz (Breslavia, 28 febbraio 1996) è uno slittinista polacco.

## Biografia
Ha iniziato a gareggiare nel 2013 per la nazionale polacca nelle varie categorie giovanili nella specialità del singolo senza ottenere risultati di particolare rilievo.

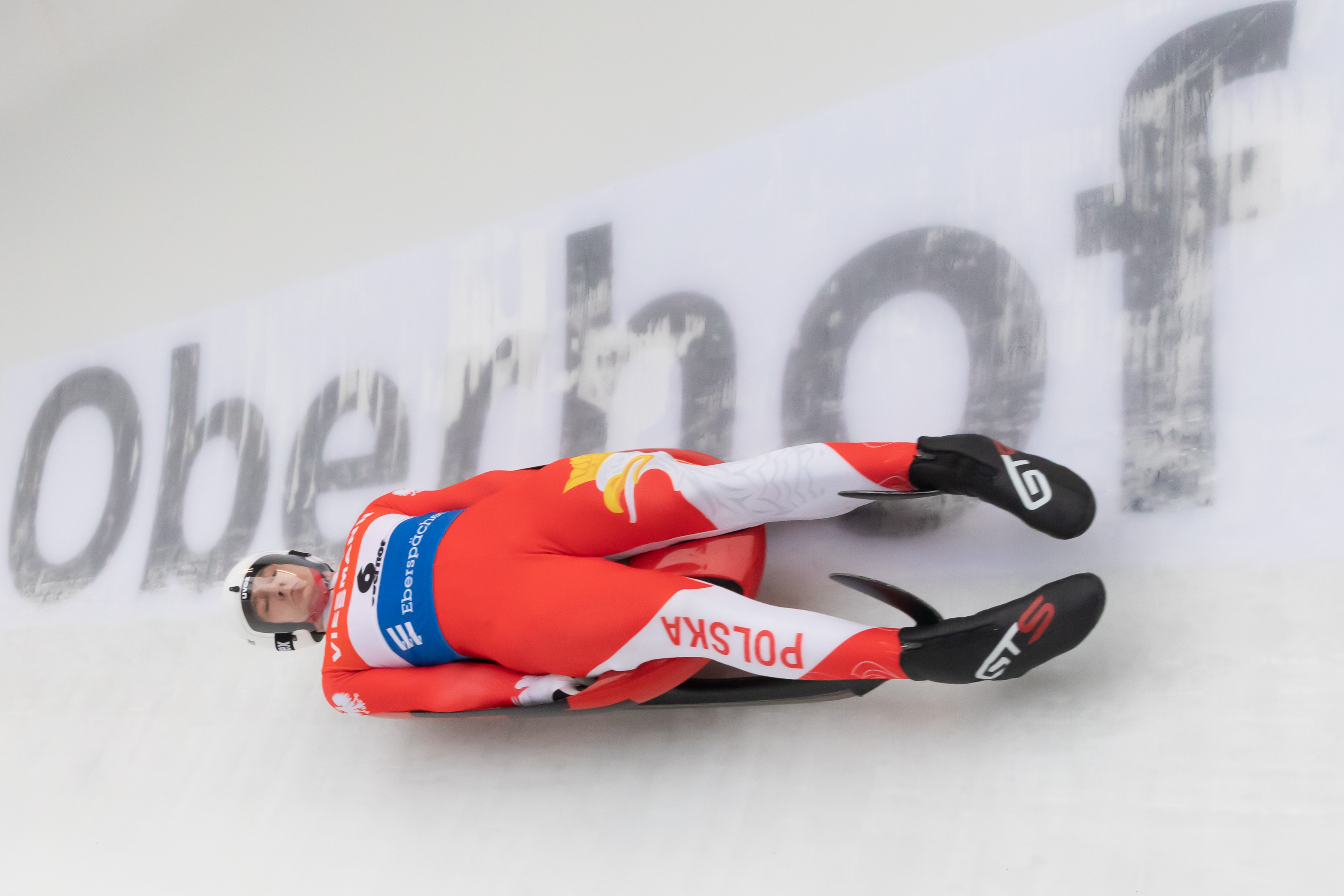
Mateusz Sochowicz in gara a Oberhof nel 2020

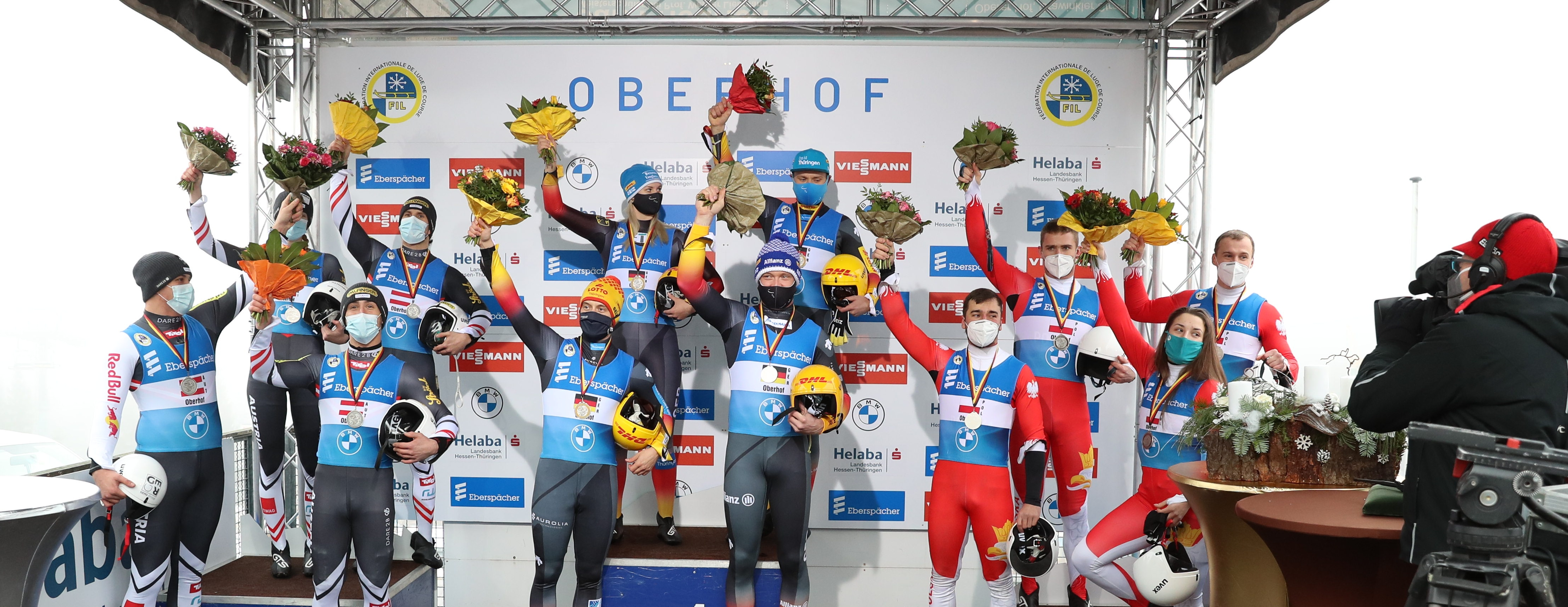
Sochowicz (il primo da destra) sul podio di Oberhof, nel giorno in cui conquistò lo storico terzo posto nella prova a squadre per sua nazionale

A livello assoluto ha esordito in Coppa del Mondo nella stagione 2016/17, il 4 febbraio 2017 a Oberhof, dove giunse trentesimo nel singolo; ottenne il suo primo podio il 13 dicembre 2020 sempre a Oberhof, nella terza tappa della stagione 2020/21, piazzandosi terzo nella prova a squadre. In classifica generale come miglior risultato si è piazzato al ventesimo posto nella specialità del singolo nel 2020/21.
Ha partecipato ai Giochi olimpici invernali di Pyeongchang 2018, occasione in cui è terminato ventisettesimo nel singolo.
Ha altresì preso parte a quattro edizioni dei campionati mondiali. Nel dettaglio i suoi risultati nelle prove iridate sono stati, nel singolo: trentaseiesimo a Innsbruck 2017, diciannovesimo a Winterberg 2019, ventiduesimo a Soči 2020 e sedicesimo a Schönau am Königssee 2021; nella prova a squadre: settimo a Winterberg 2019, settimo a Soči 2020 e gara non conclusa a Schönau am Königssee 2021. 
Agli europei ha invece totalizzato quali migliori piazzamenti il diciassettesimo posto nel singolo e il sesto nella gara a squadre, entrambi raggiunti nella rassegna di Oberhof 2019.

## Palmarès

### Coppa del Mondo
- Miglior piazzamento in classifica generale nel singolo: 20º nel 2020/21.
- 1 podio (nelle gare a squadre):
  - 1 terzo posto.

### Coppa del Mondo juniores
- Miglior piazzamento in classifica generale nel singolo: 19º nel 2015/16.

### Coppa del Mondo giovani
- Miglior piazzamento in classifica generale nel singolo: 55º nel 2013/14.[1]